# Sara Larsdotter Hallqvist
Sara Larsdotter Hallqvist, född 3 augusti 1976 i Näs församling i Jämtland, är en svensk regissör och teaterledare.
Hallqvist har studerat konstvetenskap och drama-teater-film vid Lunds universitet samt bedrivit teaterstudier för Dijana Milosevic och Jadranka Andjelic vid Dah Teatar forskningscenter i Belgrad. Hon har fungerat som konstnärlig ledare för ett flertal kulturprojekt i Malmö och Lund. År 2005 startade hon tillsammans med Nina Norén Teater Interakt i Malmö som en plattform för internationella kulturutbyten och egna dokumentära teaterproduktioner med inriktning på samhälls- och integrationsfrågor, utgående från intervjuer med individer inom berörda områden. 
Förutom ledning av teatern har hon även regisserat och agerat i flera produktioner för teatern, är dessutom verksam som teaterpedagog och har även bland annat medregisserat kyrkospelet Hittefågel i Lunds domkyrka (2011). År 2014 kompletterades teatern med Malmö communityteater för direkt samverkan med bland andra papperslösa som aktörer och medskapare.

## Teaterregi (ej komplett)
- 2007 – Songs From the Silent Voice (om livskris, psykisk sjukdom och psykvård)
- 2010 – Rymden emellan (skildrar demenssjukdom, äldrevård och mötet med döden)
- 2012 – No Border Musical (musikteater med papperslösa och asylsökande på scen, en framtidsvision utan gränser)
- 2014 – Malmökoden – Instruktionsbok till parallellsamhället (om papperslöshet och möten mellan tjänstemän från socialförvaltning, polis och människor utan papper)